# 橫山弱棘鯻
橫山弱棘鯻（學名：Hephaestus transmontanus）為鱸形目鱸亞目鯻科的其中一種，分布於巴布亞紐幾內亞北部Ramu及Sepik河流域，本魚體粗壯，呈紡錘型，背鰭硬棘11-12枚；背鰭軟條10枚；臀鰭硬棘3枚；臀鰭軟條10-11枚，體長可達12.5公分，棲息在海拔120-1500公尺間的雨林河流底層水域，屬肉食性，繁殖期時，成魚會保護卵並搧動魚鰭提供足夠的氧，生活習性不明。

## 擴展閱讀
維基物種上的相關：橫山弱棘鯻